# ベーム式
ベーム式（ベームしき、英語: Boehm system）とは、フルートのためのキイ装置のシステムである。ドイツのフルート奏者で楽器発明家でもあったテオバルト・ベームによって1831年から1847年の間に開発された。ベームはファゴットのキーシステムの改良も試み、またベームのキーシステムに影響を受けたオーボエも製造されたが、これらの楽器は現在でもベーム式以外のキーシステムが主流である。
さらに、こちらはベーム自身によって開発された物ではないが、ベームのキーシステムに影響を受けてクラリネット族やサクソフォーン族に採用されたキーシステムも「ベーム式」と呼ばれている。

## 歴史

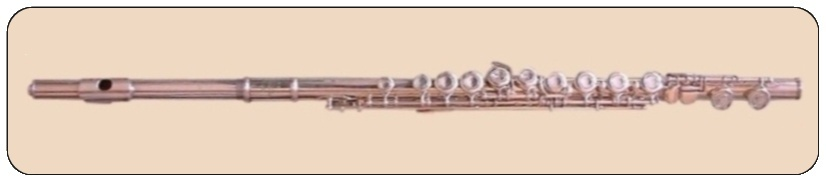
Boehm flute

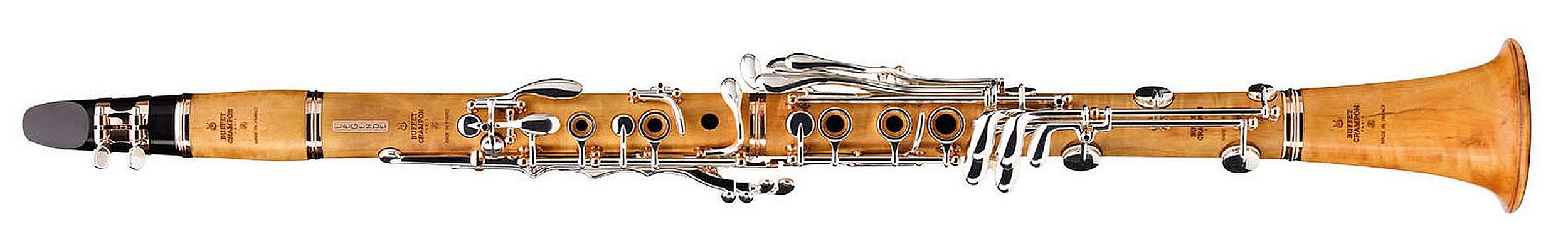
Boehm clarinet

ベーム式の開発以前は、フルートは一般的に木製で、逆円錐形ボア、8つのキイ、および音孔（大きさは小さく、したがって指先で容易に覆うことができた）を持っていた。ベームの仕事は1831年にロンドンで開かれた演奏会から発想を得た。この演奏会はフルート奏者のチャールズ・ニコルソンによる演奏会で、ニコルソンは1820年代に父と共に、従来品より大きな音孔を持ったフルートを発表していた。この大きな音孔を持つフルートは、他のフルートよりも強い音を出すことができ、ベームは自身の大きな音孔を持つ設計の創作に着手した。
大きな音孔に加えて、ベームは自身のフルートに「完全排気」を導入した。これは、全てのキイが通常開いていることを意味する。それ以前は、キイは通常閉じられており、キイが操作された時にのみ開く仕様であった。
ベームは、奏者の指で都合良く覆える位置ではなく、音響的に最適な位置に音孔を配置させたかった。この目標を達成するため、ベームは一連の「オープンリングズ」［19世紀に一般的だった種類の眼鏡フレームに似ているためドイツ語で眼鏡を意味するbrille（ブリレ）と呼ばれる］を持つ軸に取り付けられたキイのシステムを採用した。ブリレキイでは、指で1つの音孔を閉じると、2つ目の音孔上に配置されたキイも閉じるようになっている。
1832年、ベームは新たな円錐形ボアフルートを発表し、これはかなりの成功を収めた。それでも、ベームは楽器のさらなる改良を続けた。空気の体積を増やすとより強く、よりハッキリとした音が出ることを発見し、ベームは円錐形ボアを円筒形ボアに置き換えた。また、アンブシュアホール近くのボアの放物線状縮小が、楽器の低音域を改善することも発見した。また、音孔が指先で覆うには大き過ぎる時に最適な音が出ることを発見し、孔を覆うためのフィンガープレートのシステムを開発した。これらの新しいフルートは最初は銀製であったものの、ベームは後に木製版も作った。
円筒形のベーム式フルートは1847年に発表され、19世紀後半にはヨーロッパだけでなく、世界中のプロおよびアマチュア奏者に徐々に普及していった。管弦楽および室内楽、 オペラおよび演劇、吹奏楽、そして「西洋クラシック音楽」に関連していると大まかに表現される、その他ほとんどの音楽（例えばジャズなど）の演奏に採用された。さらに多くの改良が成され、今日のフルートでは数え切れないほどの設計の違いが一般的である（「オフセットG」キイ、ローH足部管の追加、等）。ベーム式の構想は、ピッコロ、アルトフルート、バスフルートなどの利用可能な様々なフルートを始めとして、他の管楽器にも応用されている。
笛は、ヒトの声それ自身以外では恐らく最古の楽器である。現在生産されている横笛と縦笛（リコーダーなどフィップル付きの物）のどちらにも、非常に多くの非ベーム式の種類がある。
また、サクソフォーンの運指システムはベーム式と非常に似ている。ベームのシステムから発想を得たクラリネットのためのキーシステムも「ベーム・システム」と呼ばれるものの、これはベーム自身ではなく、イアサント・クローゼによって開発された。ベーム式は少数のフラジオレットにも採用された。ベームはファゴットのためのシステムに取り組み、ベームに着想を得たオーボエが作られたが、これらの楽器では非ベーム式が主たるシステムであり続けている。クラリネットのための別のキーシステムとしてアルバート・システムがある。

## 推薦文献
- Baines, Anthony (1991). Woodwind Instruments and Their History. New York: Dover. pp. 320–323; 326–328; 336 (republication of third edition, 1967, as reprinted with corrections, 1977)